# Steven Caethoven
Steven Caethoven (Assenede, 9 de mayo de 1981) es un ciclista belga.

## Biografía
Steven Caethoven debutó como profesional en 2004 con el equipo Vlaanderen 2000-T Interim, que pasó a llamarse en 2005 Chocolade Jacques-Topsport Vlaanderen hasta 2007. Desde 2011 hasta 2013 formó parte del equipo Verandas Willems-Accent.

## Palmarés
| 2003 (como amateur) - Gran Premio Van de Stad Geel - 1.º en la De Drie Zustersteden 2004 - Halle-Ingooigem - 1 etapa del Tour del Porvenir - 1 etapa del Regio-Tour 2005 - 1 etapa de la Vuelta a Sajonia 2006 - 1 etapa de la Vuelta a Renania-Palatinado 2007 - 1 etapa del Tour Down Under | 2008 - 1 etapa del Tour de Normandía 2009 - 1 etapa del Tour de Normandía - Stadsprijs Geraardsbergen 2011 - 1 etapa del Delta Tour Zeeland 2012 - Gran Premio Jef Scherens |